# Melton Mowbray
Melton Mowbray este un oraș în comitatul Leicestershire, regiunea East Midlands, Anglia. Orașul aparține districtului Melton a cărui reședință este. 